# Maischen
Maischen ist ein Arbeitsverfahren beim Bierbrauen, der Weinherstellung und der Herstellung von Whisky, Rum, Korn-, Kartoffel- und Obst-Schnäpsen und Obstweinen. Dabei wird der zu bearbeitende Rohstoff mit geeigneten Hefepilzen, meist Reinzuchthefen, vermischt.

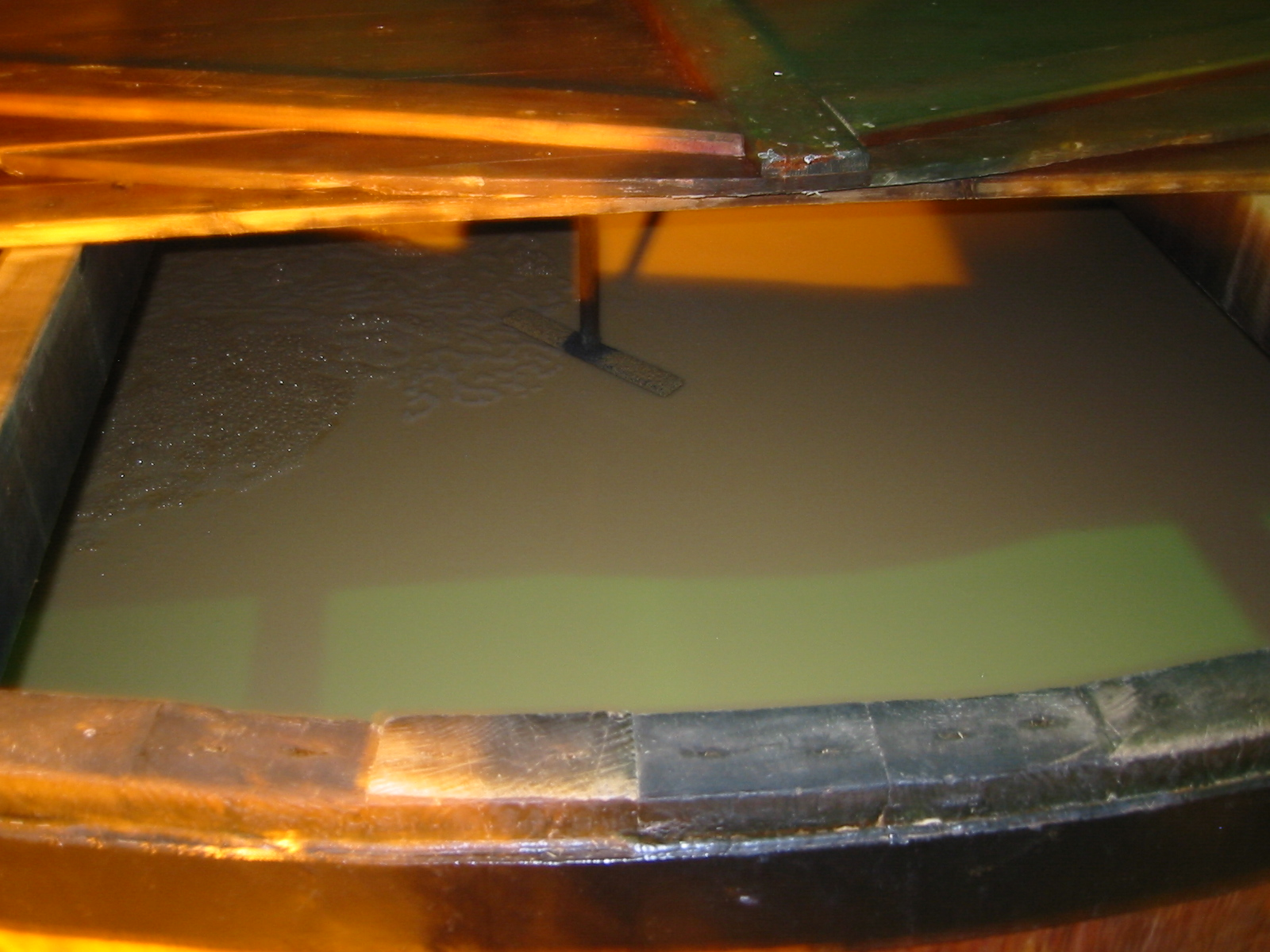
Maische bei der Whiskyherstellung nach drei Tagen

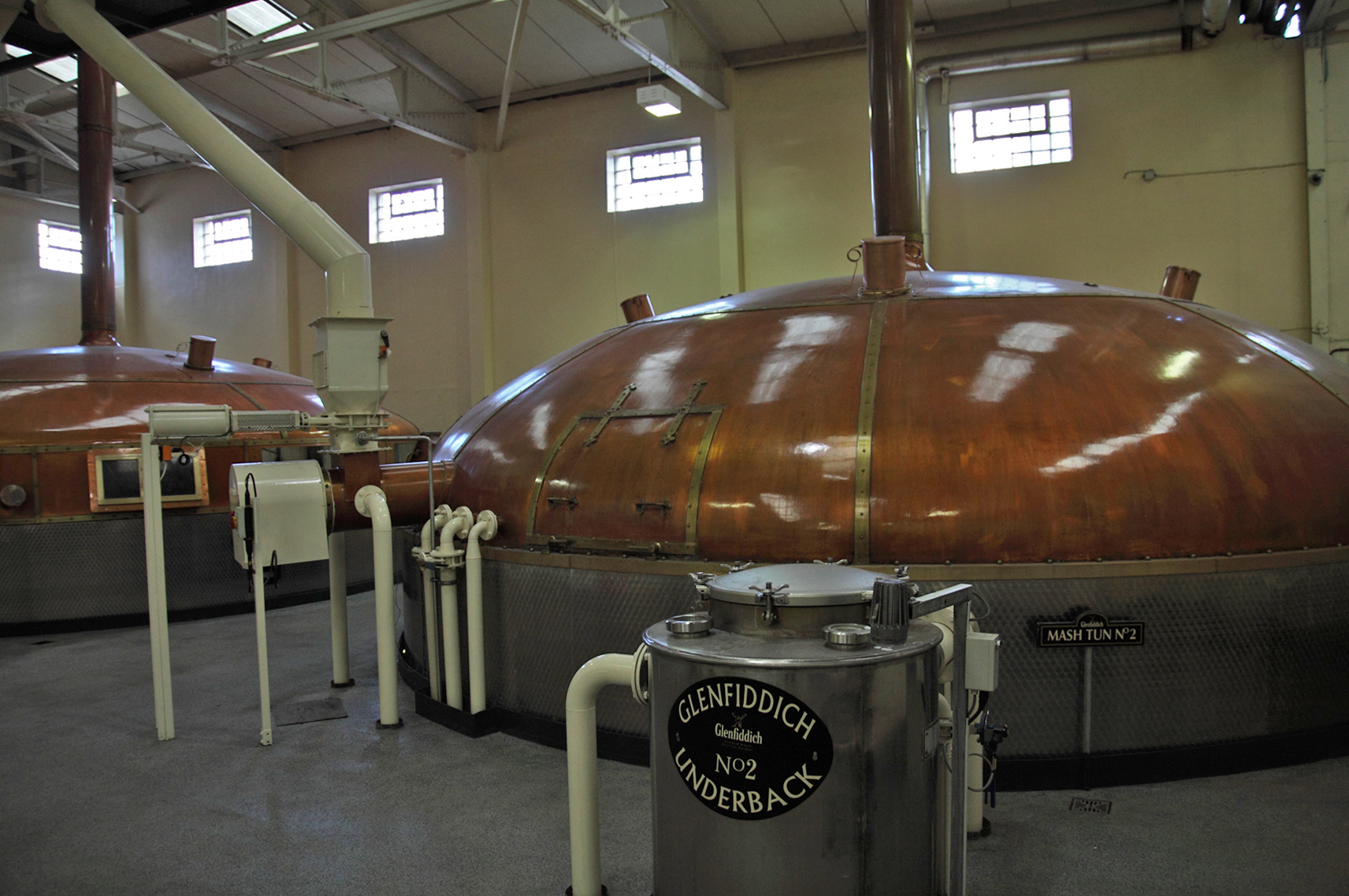
Maischebottich (Mash-tun der Glenfiddich-Destillerie)

## Verfahren
Generell ist zu unterscheiden zwischen a) einer Maische, bei der Stärke in Zucker umgewandelt wird (Ausgangsprodukt: Getreide/Mälze oder Kartoffeln) und b) der Obstmaische, bei der Zucker zu Alkohol vergoren wird.
Im Fall a) dienen als Rohstoffe unterschiedliche stärkehaltige Naturprodukte wie Getreide oder Kartoffeln. Dabei muss zunächst die langkettige Stärke in hefeverwertbare, kurzkettige Bruchstücke zerlegt, das heißt verzuckert werden. Da hier im Gegensatz zu Früchten wie Vogelkirschen, Sauerkirschen, Birnen oder Marillen gleichzeitig meist kein Fruchtsaft vorliegt, muss je nach Rohstoffbeschaffenheit Wasser zugegeben werden. Das Gemisch von Flüssigkeit und stärke- beziehungsweise zuckerhaltigem Stoff nennt man Maische. Im Einzelnen ist das Maischen noch in unterschiedliche Phasen unterteilt, um den Maischprozess zu steuern. Hierbei werden Zeit und Temperatur variiert. Gemaischt wird in speziellen Maischbottichen, bei denen auf korrosionsfreies Material, effektives Rühren (schnell/homogen), effektives Kühlen (Dauer/Kühlmittelbedarf), hygienisch einwandfreie Ausführung und einwandfreien Schwaden-/Wrasenabzug geachtet wird.
Im Fall b) bezeichnet man auch zerkleinerte Früchte als Maische, aus denen dann direkt durch Vergärung der Alkohol hergestellt wird.

### Kartoffelmaische
Kartoffeln werden vor dem Maischen zuerst mit Wasser gedämpft, zur Spaltung der Stärke werden mikrobielle Enzyme (Verzuckerungsstoffe) oder pflanzliche Enzyme aus Malz eingesetzt. Die klassische Gärdauer der Maische beträgt 3 Tage (Angärung ≈ 20 Stunden, Hauptgärung ≈ 18 Stunden, Nachgärung ≈ 30 Stunden) bei Temperaturen zwischen 20 und 36 °C.
In kälteren Regionen setzte man die Kartoffeln zum Hausbrand auch einfach dem Frost aus, durch den die Stärke in vergärbare Zucker umgewandelt wird und konnte somit auf den Zusatz der Enzyme verzichten.

### Getreidemaische

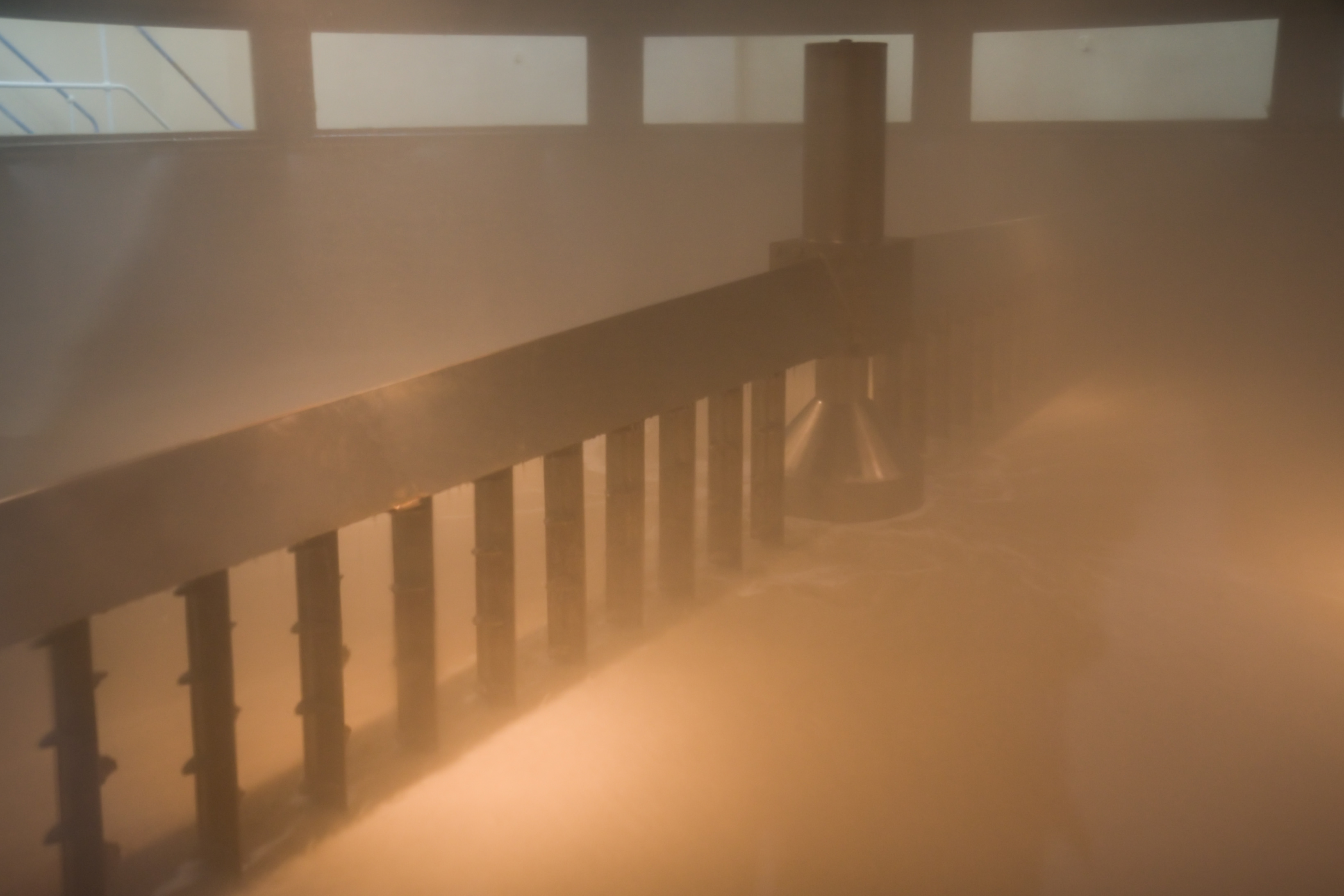
Getreide während des Einmaischens

Bei der Bier- und Whiskyherstellung wird gemälztes oder ungemälztes Getreide geschrotet und mit Wasser vermischt.
Mehr Informationen finden sich in den Artikeln über das Bierbrauen und unter Whisky.

### Traubenmaische
Bei der Weinbereitung werden die Beeren mit einer Abbeermaschine (Rebelmaschinen oder Entrapper) vom Stielgerüst befreit und mit Quetschwalzen zerdrückt. Dieses Gemisch aus Most, Beerenschalen und Traubenkernen wird als Maische bezeichnet.

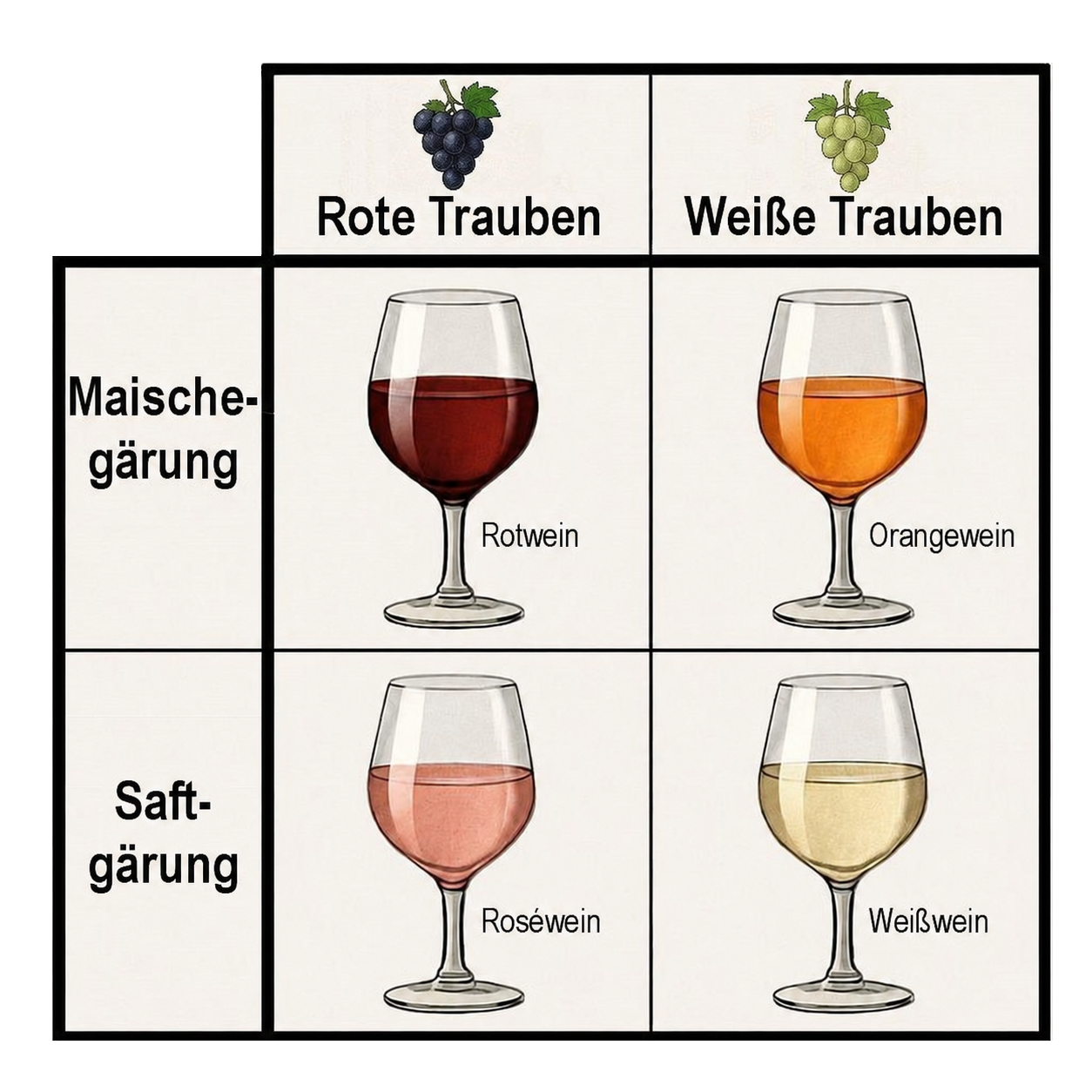
Vereinfachte Darstellung der vier Weinfarben

Für Weißweine kommt der gezielten Anwendung der Maischestandzeit im Bestreben um die Produktion rebsortentypischer Weine besondere Bedeutung zu. Durch die Maischestandzeit werden bestimmte Substanzen freigesetzt, die die Sensorik des späteren Weines beeinflussen. Die Standzeit der weißen Traubenmaische ist relativ kurz und dauert bis zu maximal 24 Stunden. Seit den 1980er Jahren wird der Maische für trockene Weißweine besondere Aufmerksamkeit zuteil. Für diesen Typus von Wein wurde die Hülsenmaischung entwickelt.
Wird, wie bei der Rotweinbereitung, eine Maischegärung gewünscht, lässt man dieses Gemisch stehen. Es beginnt zu gären und löst dabei Phenole und Tannine aus den Schalen. Einfache Weine entstehen durch zwei- bis dreitägige Maischestandzeit während der Gärung. Manche Weine stehen darüber hinaus noch längere Zeit auf der Maische.
Bei der Weinherstellung nach der Quevri-Methode im kachetischen Stil kommt der Maischegärung eine tragende Rolle zu. Das Lesegut wird zusammen mit den Schalen, Kernen und Stängeln in Quevris gegeben und lange zusammen belassen. Auf diese Weise werden zusätzliche Tannine und Polyphenole an den Wein abgegeben, der dadurch sehr lang und körperreich wird. Nach dem Stand archäologischer Funde dürfte es sich beim Ausbau im kachetischen Stil um die älteste Ausbauform der Welt handeln.

### Obstmaische
Zur Herstellung von Obstbränden und -weinen wird das Obst grob zermahlen, die Maische besteht aus feinen Obststückchen und dem ausfließenden Most. Dieses Gemisch wird vergoren und danach gebrannt.
Der Zucker befindet sich in den Zellen des Obstes, welche durch eine Kittsubstanz, das Pektin, zusammengehalten werden. Um den Gärvorgang zu beschleunigen, kann man die Spaltung des Pektins durch Enzymzusatz (so genannte Antigeliermittel) vornehmen. Besonders Kernobst enthält sehr viel Pektin, so dass diese Maischen oft sehr dickflüssig sind. Bei der Gärung wird das Pektin langsam abgebaut, so dass die Maische dünnflüssiger wird. Damit werden eine bessere Pumpfähigkeit, schnellere und vollkommenere Vergärung, eine verminderte Deckenbildung, eine bessere Wärmeübertragung sowie ein leichteres Einrühren von verschiedenen Maischebehandlungsstoffen bewirkt.
Um Fehlgärungen und Aromaverluste zu vermeiden, kann die Maische unterschiedlich behandelt werden:
- In der Brennmaische befinden sich neben den erwünschten wilden Hefen auch einige nicht erwünschte. Damit sich diese bei der Gärung nicht durchsetzen, man spricht dann von einer Spontangärung, gibt man der Maische Reinzuchthefen in Form von Trockenhefe, Flüssighefe und Presshefe zu. Zur Vermehrung der Hefezellen braucht man Stickstoff- und Phosphorverbindungen sowie Vitamine (besonders Vitamin B1). Diese kann man zusammen mit Gärsalzen oder Hefenährstoffen der Maische zusetzen.
- Neben den Hefen kommen aus dem Obst und damit in der Maische zahlreiche weitere Mikroorganismen vor, die die Maische verderben können. Diese werden zwar durch den bei der Gärung entstehenden Alkohol in ihrem Wachstum gehemmt, jedoch ist zu Beginn der Gärung davon noch nichts in der Maische vorhanden. Um die Hemmung von unerwünschten Bakterien trotzdem sicherzustellen und für zugegebene Enzyme den optimalen pH-Wert einzustellen, wird Säure hinzugefügt. Säurezusatz wird daher besonders bei säurearmen Früchten, wie beispielsweise der Apfelsorte Golden Delicious, empfohlen. Die Einstellung auf pH 2,8–3 wäre ein idealer Säureschutz. Das Problem ist aber, dass bei einem Säurezusatz die Enzymwirkung bei einem pH-Wert unter 3 stark gehemmt ist. Wenn das Obst sauber und gesund ist und die Maische sofort nach dem Gärungsende gebrannt wird, genügt ein pH-Wert von 3,2 bis 3,5 in der Maische. Bei diesem pH-Wert ist noch eine ausreichende Enzymwirkung gegeben. Sollte eine längere Maischelagerung notwendig sein, so kann bei Gärungsende noch Säure zugegeben werden, damit ein pH-Wert um 2,8 erreicht wird.[4]
- Um eine Essigsäuregärung zu vermeiden und um die Fruchtaromen zu erhalten, müssen anaerobe Bedingungen vorhanden sein (das heißt Sauerstoff ausgeschlossen werden). Daher wird die Maische in mit einem Gärspund verschlossene Gärbehälter überführt.

Je nach Obstart dauert die Vergärung der Maische 2 bis 3 Wochen. Durch das anschließende Brennen wird das bei der Gärung entstandene Ethanol sowie die Geschmacks- und Aromaträger gewonnen.